# Tirano
Tirano (en lombard : Tiràn) est une commune italienne de la province de Sondrio, dans la région Lombardie.

## Administration
| Période                                  | Période | Identité | Étiquette | Qualité |
| ---------------------------------------- | ------- | -------- | --------- | ------- |
|                                          |         |          |           |         |
| Les données manquantes sont à compléter. |         |          |           |         |

### Hameaux
Baruffini, Cologna, Madonna di Tirano, Roncaiola

### Communes limitrophes
Corteno Golgi, Sernio, Vervio, Villa di Tirano

## Personnalités liées à la commune
- Maurizio Bormolini
- Yuri Confortola
- Rosa Genoni (1867-1954), y est née
- Marianna Longa
- Nicola Rodigari
- Brunello Rondi
- Gian Luigi Rondi
- Omobono Tenni